# سیارک ۴۱۲۳
سیارک ۴۱۲۳ (به انگلیسی: 4123 Tarsila، نامگذاری:1986QP1) چهار هزار و صد و بیست و سومین سیارک کشف شده‌است که در ۲۷ اوت ۱۹۸۶ کشف شد.
قدر مطلق سیارک برابر ۳۶.۶ است.